# Любка Генова
Любка Ташева Георгиева-Генова е българска шахматистка, международен майстор за жени от 2003 г.
Завършва информатика и изкуствен интелект в Софийския университет.
Омъжена е за гросмайстор Петър Генов, с когото имат две деца.

## Кариера
Любка Генова е многократна републиканска шампионка за девойки във всички възрастови групи. През 1992 г. печели детския шахматен турнир „Морско конче“ във Варна. През 1993 г. печели сребърни медали от Европейското първенство по шахмат в Сомбатхей и от Световното първенство за девойки до 10 г. в Братислава. Вицешампионка е при девойките до 12 г. по ускорен шахмат на Световното първенство в Париж (1995 г.).
През 2001 г. печели второ място на първенството на България по шахмат и става балканска шампионка за жени. Шампионка е на България по шахмат от 2005 г.

## Турнирни резултати
- 2008 – Браила (Румъния) 2 м. (покрива първа норма за гросмайстор за жени)[1]

## Участия на европейски отборни първенства
| Година | Организатор | Отбор      | Класиране (отборно) | Дъска   |
| 2003   | Пловдив     | България 2 | -                   | Втора   |
| 2005   | Гьотеборг   | България   | 4                   | Резерва |